# 22199 Klonios
22199 Klonios este o planetă minoră (asteroid) din Asteroid troian al lui Jupiter. A fost descoperită pe 24 septembrie 1960 la Observatorul Palomar de Cornelis Johannes van Houten. 
Obiectul prezintă o orbită caracterizată de o semiaxă mare de 5,3148166 UAi, o excentricitate de 0,079, o înclinație de 9,0626 ° în raport cu ecliptica.